# تي-129
تي 129 (بالإنجليزية:TAI/AgustaWestland T129 )هي طائرة هجومية، تم تطويرها في تركيا بواسطة الصناعات الجوية التركية (بالإنجليزية: Turkish Aerospace Industries ) و شركة أغستاوستلاند كشريك ( بالإنجليزية: AgustaWestland )، و تم تصمميها للعمل في جميع الأحوال الجوية .

## التصميم والتطوير
تي 129 (بالإنجليزية :TAI/AgustaWestland T129 )هي طائرة هجومية، تم تطويرها في تركيا بواسطة الصناعات الجوية التركية (بالإنجليزية: Turkish Aerospace Industries ) و شركة أغستاوستلاند كشريك ( بالإنجليزية: AgustaWestland )، و تم تصمميها للعمل في جميع الأحوال الجوية .

في مارس 2007 أعلنت الحكومة التركية أنها وقعت عقد مع شركة أغستاوستلاند على شراء وإنتاج و مشاركة في تطوير طائرات 51 طائرة عمودية من نوع أغستا إيه 129 مانغوستا، بالإضافة إلى 41 طائرة اختياريه
 ، و يشمل العقد على حقوق الإنتاج المستقبلية لصالح تركيا، .
و في 2008 بدأ مشروع تطوير T 129، و في 2009 تم الانتهاء من مراجعة متطلبات النظام، والتصميم الأولى، وفي عام 2010 ينما كانت النسخة الأولية من المروحية تخضع إلى اختبار تعرضت إلى حادث بالقرب من فيربانيا شمال ايطاليا
، و بحلول 2014 تسلم الجيش التركي تسعة منها.

## التسليح
- 8 صواريخ UMTAS أو إيه جي إم-114 هيلفاير أو سبايك .
- مدفع عيار 20 ملم
- 4 صواريخ ستنقر جو-جو
- صواريخ غير الموجهة
- صواريخ موجهة

## المشغلين
تركيا و قد أبدت مجموعة من الدول اهتمامها مثل المملكة العربية السعودية ، و الإمارات العربية المتحدة ، و باكستان ، و ماليزيا ، و الأردن ، و أذربيجان ، و كوريا الجنوبية ، و المغرب ، و الفلبين ، و العراق

## مواصفات (T129)
البيانات من AgustaWestland T129 data, others
الخصائص العامة
- الطاقم: 2: pilot and co-pilot/gunner
- الطول: 13.45 m (44 ft 1 in)
- قطر الدوار: 11.90 m (39 ft 0 in)
- الارتفاع: 3.4 m (11 ft 2 in)
- مساحة القرص : 111.22 m² (1,197.25 ft²)
- الوزن فارغة: 2,350 kg[بحاجة لمصدر] ()
- وزن الإقلاع الأقصى: 5,000 kg (11,023 lb)
- محرك الطائرة: 2 × LHTEC CTS800-4A محرك عمود دوران توربيني, 1,014 kW (1,361 shp)  الواحد
- مراوح: 5-bladed main rotor

الأداء
- السرعة القصوى: 278 km/h (151 knots, 174 mph)
- سرعة العبور: 269 km/h (145 knots, 167 mph)
- مدى (طائرة): 561 km (303 nmi, 341 mi)
- المدى: 1,000 km (540 nmi, 620 mi)
- سقف الخدمة: 6,096 m (20,000 ft)
- معدل الصعود: 14.0 m/s (2,750 ft/min)

التسليح

- نقطة تعليقs: 4  and provisions to carry combinations of:
  - صواريخ: maximum 4 pods with
    - 38× 81 mm (3.19 in) unguided rockets or
    - 76× 70 mm (2.75 in) unguided rockets or
    - 12.7 mm (0.50 in) machine gun pod

  - صواريخ: 

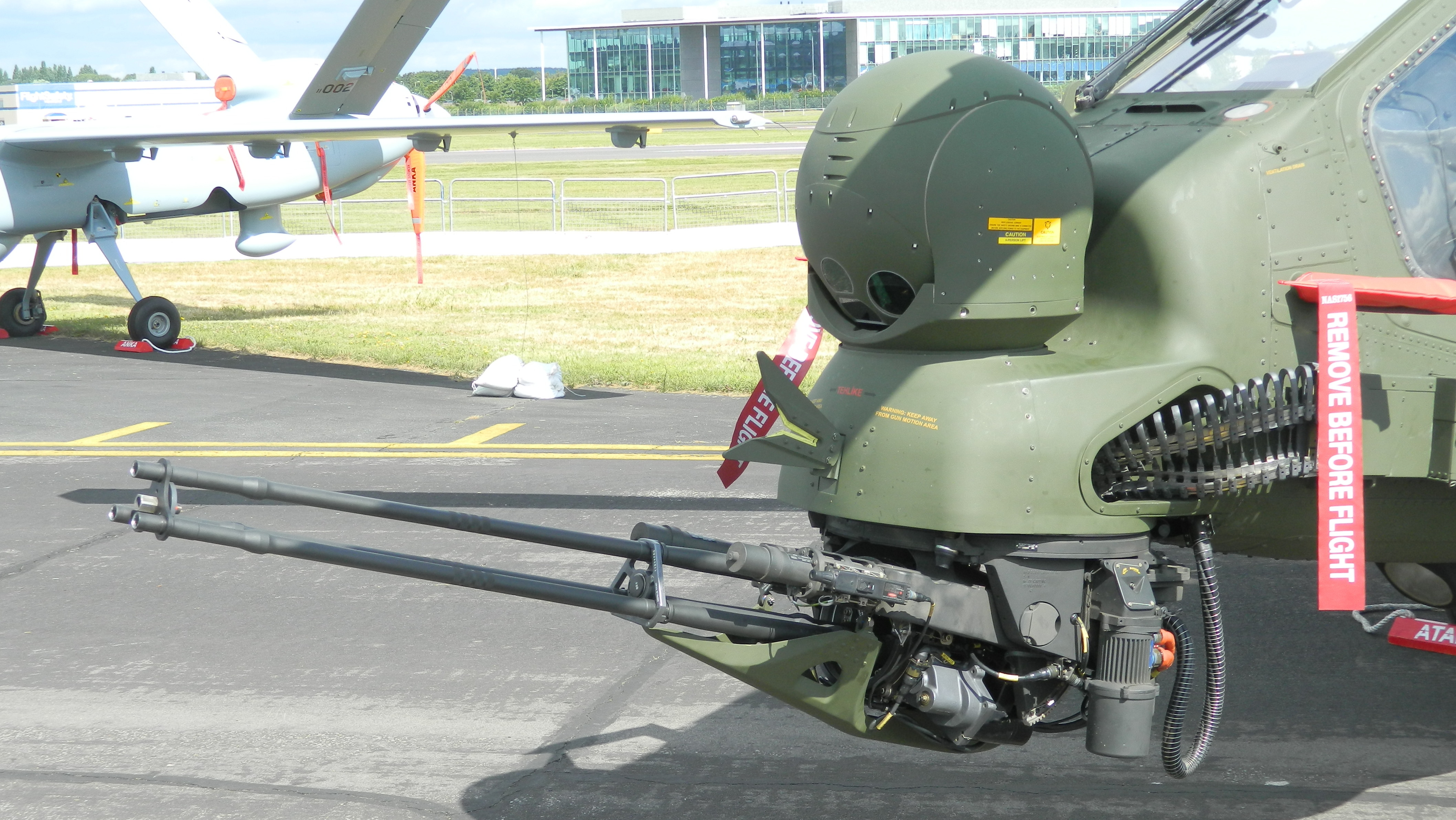

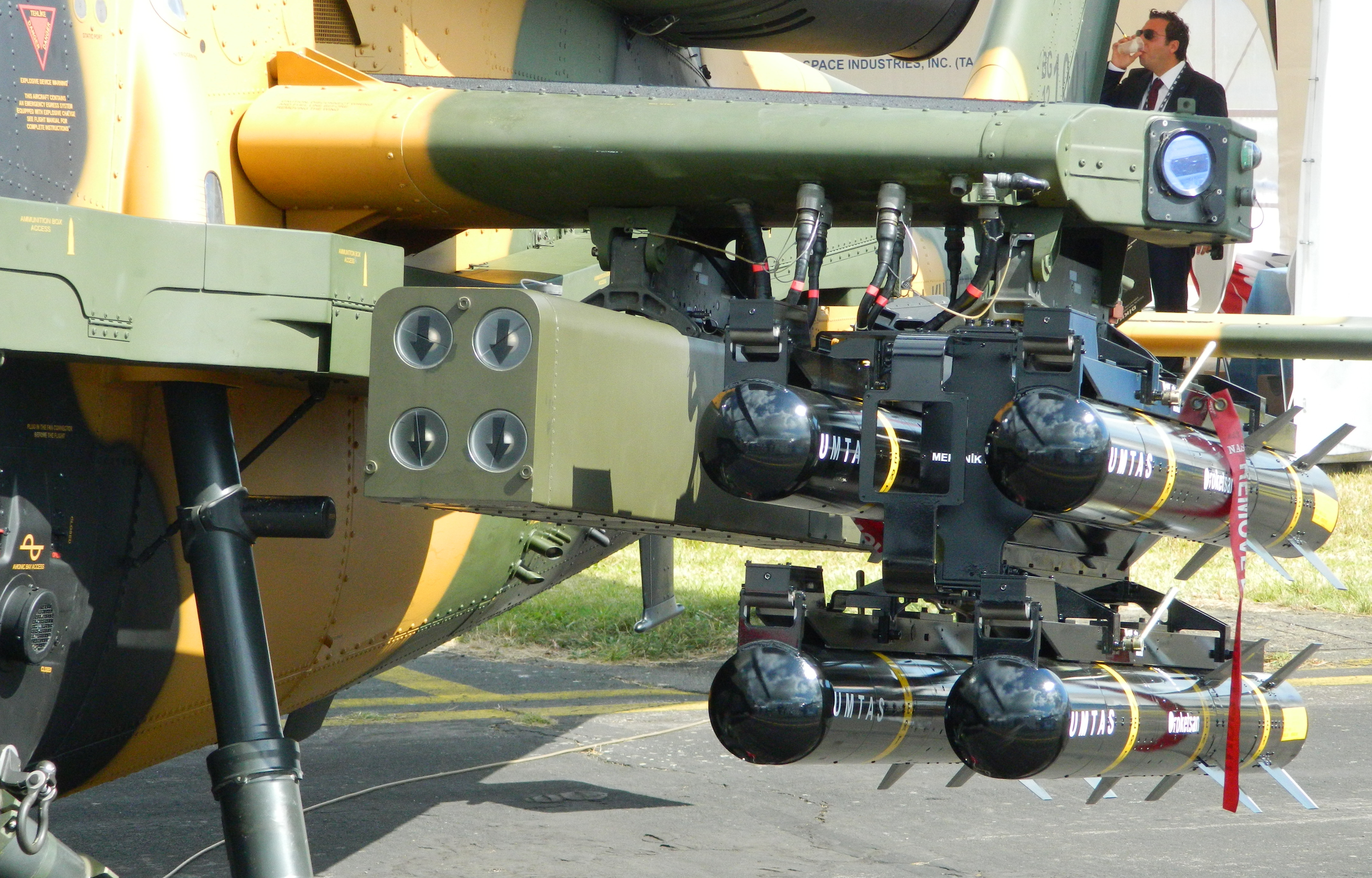

    - 8× إيه جي إم-114 هيلفاير، بي جي إم-71 تاو، هيدرا 70، سبايك (صاروخ)، UMTAS، مزراك (صاروخ), anti-tank and anti-armor missiles and Sura D/Snora.
    - 12x Roketsan Cirit
    - 2× AIM-92 Stinger or Mistral or إيه آي إم-9 سايدويندر anti-aircraft missiles[16]

## روابط خارجية
- T129 ATAK page on TAI.com.tr
- T129 page on leonardocompany.com

قالب:TAI aircraft